# 朝比奈順子
朝比奈 順子（あさひな じゅんこ、本名：越後 亜紀子〈えちご あきこ〉、1953年8月10日 - 2021年3月30日）は、日本の俳優。旧芸名は小早川 純。身長163.1cm、体重50.4kg、バスト91.5cm、ウエスト60cm、ヒップ88.3cm、脚長85.6（1981年）。東京都出身。柊企画所属。

## 来歴・人物
父は秋田県、母は千葉県の出身、祖父はロシア人で、朝比奈はクォーターである。1969年、精華学園女子中学校卒業後、難関を突破して宝塚音楽学校に入学。東京から単身兵庫県宝塚市に引っ越して”女の園”で寮生活を送る。
1971年、宝塚歌劇団に娘役として入団。芸名、小早川 有希（こばやかわ ゆき）。宝塚入団時の成績は57期生55人中52位。1972年花組公演『花は散る散る／ジョイ!』で初舞台を踏む。同年10月30日、19歳で宝塚を退団し、同年特撮テレビドラマ『ミラーマン』にゲスト出演して女優デビューした。以後、特撮ドラマ『ウルトラマンA』等にゲスト出演する傍ら、東宝レコードの専属歌手として数枚のレコードを出すなどするが、不遇の時代が約9年間も続く。
1981年（27歳時）、意を決して日活ロマンポルノ「女教師のめざめ」で主演デビュー。ロマンポルノデビューはポルノ女優としても遅い年齢だったが、看板女優たちが演じてきた人気の”女教師レイプ・シリーズ”の主役に抜擢され、生徒たちや教頭にまでレイプされてしまう女教師を演じ一躍知名度がアップした。同1981年冬、朝比奈順子の写真集『朝比奈順子写真集JUNKO』（映画の友増刊号（近代映画社））が発売された。以後、”1980年代前半のロマンポルノを代表する美人女優”の一人として大活躍した。
1984年（31歳）、活動期間約4年・出演13本（うち主演10本）で、惜しまれつつロマンポルノ出演を終了させた。
親交が深かったのは、ロマンポルノで同じく1980年代前半に活躍し、かつ同い年だった風祭ゆきである。
1980年代後半からは2時間サスペンスドラマの常連となり、奥様役・ホステス役・時代劇での女盗賊役まで、幅広く演じた。以後、多数のドラマ、映画などで90年代前半まで女優として活躍した。舞台にも出演している。
1996年、SMヘアヌード写真集『夢犯～朝比奈順子緊縛写真集』（北欧書房）を発売し、往年のファンを喜ばせた。2010年、久々に『捜査検事・近松茂道』に出演した。
2021年3月30日午後3時54分、多臓器不全のため東京都内の病院で死去。67歳没。生涯独身だった。
社団法人映像コンテンツ権利処理機構において不明権利者とされている。

## 出演

### 映画

#### 日活ロマンポルノ
※太字は主演作
- 女教師のめざめ（1981年5月15日）
- バックが大好き！（1981年7月10日）
- 婦人科病棟 やさしくもんで（1981年8月27日）
- 女体育教師 跳んで開いて（1981年10月9日）
- 宇能鴻一郎の濡れて騎る（1982年1月8日）
- 女新入社員 5時から9時まで（1982年3月12日）
- 鏡の中の悦楽（1982年7月9日）
- 宇能鴻一郎の女医も濡れるの（1982年10月1日）
- 火照る姫（1983年1月7日）
- ゴールドフィンガー もう一度奥まで（1983年3月11日）
- 3年目の浮気（1983年7月8日）
- トルコ行進曲　夢の城（1984年1月13日）
- ニセ未亡人 いちじく白書（1984年4月6日）
- 双子座の女（1984年8月10日）

#### 一般作
- お祭り野郎 魚河岸の兄弟分（1976年、東映）
- 俗物図鑑（1982年） - 歌川華子 役
- 夏服のイヴ（1984年）
- 狼男とサムライ（1984年）　※スペイン映画
- ビッグマグナム 黒岩先生（1985年）
- 二代目はクリスチャン（1985年）

### テレビドラマ
- ミラーマン 第40話「インベーダー移住作戦」（1972年、CX / 円谷プロ） - 明子 ※小早川純名義
- プレイガール 第173話「浴室に銃を向けろ」（1972年、12ch / 東映） ※小早川純名義
- ウルトラマンA 第26話「全滅! ウルトラ5兄弟」・第27話「奇跡! ウルトラの父」（1972年、TBS / 円谷プロ） - 坂本ヒロシの姉 ※小早川純名義
- 若い!先生 第18話「ぼくたちの結婚!」（1974年9月16日、TBS） - 津田順子
- アクマイザー3 第26話「なぜだ?!踊るガブラッチョ」（1976年、NET）
- 特別機動捜査隊 （1976年、NET / 東映）
  - 第751話「金貸し一代」 - 増見啓子
  - 第756話「悪魔の暴走」 - 広子
  - 第758話「愛情の海」 - 広子
  - 第759話「破れ三味線」 - ぽん太
- 太陽にほえろ! 第406話「島刑事よ、さようなら」（1980年、NTV / 東宝） - ウェイトレス ※越後亜紀子名義
- 西部警察（ANB / 石原プロ）
  - 第95話「刑事の夜明け」（1981年） - 小松ルミ
  - 第115話「ミクロの標的」（1982年） - 早坂ケイコ
- 特捜最前線（ANB / 東映）
  - 第272話「狙われた乗客!」（1982年） - スーラン
  - 第474話「エアロビクス・コネクション!」（1986年） - 今井和子
- 影の軍団II 第16話「牝蜂は二度刺す」（1982年、関西テレビ）-阿久里
- 必殺シリーズ（ABC / 松竹）
  - 必殺仕事人III 第32話「誘拐犯の娘に惚れたのは秀」（1983年） - お夕
  - 必殺仕事人V・風雲竜虎編 第18話「身代り大名悪人討ち!」（1987年） - 志津
  - 必殺仕事人・激突! 第15話「夢次、女盗賊にほれる」（1992年） - おたき
- くノ一忠臣蔵（1983年、CX / 東映） - 鞆江
- 大奥 第36話「密会」（1983年、KTV / 東映） - おきん
- 流れ星佐吉 第9話「大揺れの女心」（1984年、KTV / 松竹）
- 炎の中の美女 江戸川乱歩の三角館の恐怖（1984年、ANB / 松竹） - 鳥井靖子
- ニュードキュメンタリードラマ昭和 松本清張事件にせまる 第6回「昭電疑獄 野望の設計図」（1984年、ANB / 東映）
- 遠山の金さん（ANB / 東映）
  - 第1シリーズ
    - 第87話「意外! 早田彦十郎が結婚サギ師!!」（1984年） - おきん
    - 第101話「危険な潜入! 赤い殺意に燃えた女」（1984年） - 上野雪路
    - 第144話「母の名はおんな水中縄抜け師!」（1985年）- お芳

  - 第2シリーズ 
    - 第10話「愛のお葬式・私は無実です!」（1985年） - お艶
    - 第29話「男嫌いの芸者が惚れた!」（1986年）- お定
- 新ハングマン 第21話「復讐する女の標的は黒いミサイル」（1984年、ABC / 松竹芸能） - 島崎由香利
- ザ・ハングマン4 第16話「ストリッパーが刑事のバケの皮をはぐ!」（1985年、ABC / 松竹芸能） - 永野照代
- 大岡越前（TBS / C.A.L）
  - 第9部
    - 第9話「死体が消えた藪地獄」（1985年12月23日） - おゆう
    - 第22話「雪絵 誘拐危機一髪」（1986年3月24日） - お甲

  - 第10部 第18話「志保が試した麻酔薬」（1988年6月27日） - 島田屋お邦
  - 第12部 第2話「無慈悲裁いた怒りの白洲」（1990年10月21日） - おらん
  - 第13部 第12話「金の亡者は悪検校」（1993年2月1日） - おりく
- 赤かぶ検事奮戦記 第4シリーズ 第10話「浴室の影」（1986年、ABC / 松竹） - 楠本ありさ
- 水戸黄門（TBS / C.A.L）
  - 第16部 第27話「陰謀暴いた男の友情 -久保田-」（1986年10月27日） - 幾乃
  - 第18部 第24話「黄門様は行方不明 -水口-」（1989年2月27日） - おせん役
  - 第19部 第1話、第9話「野望を砕く薪能 -鶴岡-」（1989年9月25日、11月20日） - お八重の方
  - 第21部
    - 第1話「悪鬼が巣喰う岡崎城 -水戸・岡崎-」（1992年4月6日） - 艶の方
    - 第15話「拾った赤子は若君様 -大洲-」（1992年7月13日） - 奈巳の方

  - 第22部 第36話「花のお江戸の大掃除 -江戸-」（1994年1月24日） - 浦川
- お見合いツアー殺人事件（1986年、ANB・日活撮影所）
- あぶない刑事 第30話「黙認」（1987年、NTV / セントラル・アーツ） - 一人二役を演じる
- 江戸を斬るVII 第7話「恐怖の凶賊紅蝙蝠」（1987年、TBS / C.A.L） - お時
- 暴れん坊将軍シリーズ（ANB / 東映）
  - 暴れん坊将軍II 第183話「爆破! 人質は八百八町」（1987年） - お紋
  - 暴れん坊将軍III 第84話「いなせ新さん大奥を斬る！」（1989年） - 岩橋
  - 暴れん坊将軍V 第19話「おんな密偵の初恋」（1993年） - お豊
- NEWジャングル 第27話「家庭の中の秘密」（1988年、NTV / 東宝） - 中沢ゆり
- ベイシティ刑事 第13話「殺し屋たちの危険な大運動会」（1988年、ANB）
- 三匹が斬る! シリーズ（ANB / 東映）
  - 続・三匹が斬る! 第12話「さすらいの、姫君哀れ菊一輪」（1989年） - 豊子
  - また又・三匹が斬る! 第15話「お立会い!煮ても焼いても食えぬ奴」（1991年） - 綾姫
- 名奉行 遠山の金さん （ANB / 東映）
  - 第2シリーズ 第8話「恋女房が危ない! べに花の秘密」（1989年） - おれん
  - 第3シリーズ SP3「江戸は燃えているか! 加賀百万石の陰謀」（1990年） - 蘭
  - 第5シリーズ 第5話「嫁と舅とお目付桜」（1993年） - お仲
- 春日局（1989年、NHK） - お亀
- 小京都ミステリー1（1989年） - 立花杏子
- 勝手にしやがれヘイ!ブラザー 第15話（1990年、NTV / セントラル・アーツ）
- 危険な家族（1990年、YTV）
- 八百八町夢日記スペシャル 第38話「おりん無残! 今蘇る関が原の戦い」（1990年、NTV） - 浜川
- 世にも奇妙な物語 「代打はヒットを打ったか?」 （1990年、CX）
- 鬼平犯科帳 第2シリーズ 第12話「雨乞い庄右衛門」（1991年、CX / 松竹） - お照
- 俺たちルーキーコップ 第14話「大反撃」（1992年、TBS / セントラル・アーツ） - 本橋の妻
- 月曜ドラマスペシャル / 忠治旅日記 （1992年、TBS） - おかね
- 水曜シアター9（TX）
  - 『捜査検事・近松茂道9 安寿と厨子王伝説殺人事件』（2010年）

このほか土曜ワイド劇場、火曜サスペンス劇場等2時間ドラマ多数

### その他の番組
- アタック!真理ちゃん 第23回（1974年、TBS）
- 一枚の写真（1987年、CX）

### ビデオ
- 危険なふたり
- F・ヘルス日記
- サギ師一平 ダマシ大好き!
- THE レイプマン（1993年9月22日）
- THE レイプマン 5（1995年3月31日）

### 舞台
- マイ・フェア・レディ
- 好色一代男
- 水戸黄門
- 華岡青洲の妻

## 写真集
- 朝比奈順子写真集JUNKO（1981年12月、映画の友増刊号（近代映画社））
- 夢犯～朝比奈順子緊縛写真集（1996年12月、北欧書房、※緊縛（縛り）ものヘアヌード写真集）

## ディスコグラフィ

### シングル
| #                    | 発売日         | A/B面        | タイトル     | 作詞         | 作曲         | 編曲         | 規格品番     |
| 東宝レコード         | 東宝レコード   | 東宝レコード | 東宝レコード | 東宝レコード | 東宝レコード | 東宝レコード | 東宝レコード |
| -------------------- | -------------- | ------------ | ------------ | ------------ | ------------ | ------------ | ------------ |
| 1                    | 1974年 2月     | A面          | 恋愛学校     | 千家和也     | 馬飼野康二   | 馬飼野康二   | AT-1049      |
| 1                    | 1974年 2月     | B面          | 雪どけ道     | 千家和也     | 馬飼野康二   | 馬飼野康二   | AT-1049      |
| 2                    | 1974年 9月     | A面          | 旅の絵葉書   | 有馬三恵子   | 森田公一     | 高田弘       | AT-1073      |
| 2                    | 1974年 9月     | B面          | ときめく時期 | 有馬三恵子   | 森田公一     | 高田弘       | AT-1073      |
| 3                    | 1975年 4月     | A面          | 恋人の午後   | 有馬三恵子   | 穂口雄右     | 穂口雄右     | AT-1099      |
| 3                    | 1975年 4月     | B面          | 春のひめごと | 有馬三恵子   | 穂口雄右     | 穂口雄右     | AT-1099      |
| ポリドール・レコード |                |              |              |              |              |              |              |
| 4                    | 1986年 7月25日 | A面          | ふたりの愛   | 安藤亜希子   | 高見弘       | 高見弘       | 7DX-1438     |
| 4                    | 1986年 7月25日 | B面          | ひとり占め   | 清水達文     | 多城康二     | 高見弘       | 7DX-1438     |